# Villeneuve-Saint-Salves
Villeneuve-Saint-Salves este o comună în departamentul Yonne, Franța. În 2009 avea o populație de 252 de locuitori.

## Evoluția populației
| An        | 1975 | 1982 | 1990 | 1999 | 2006 | 2009 |
| --------- | ---- | ---- | ---- | ---- | ---- | ---- |
| Populație | 132  | 187  | 243  | 246  | 243  | 252  |